# Three Star Club
Maillots
Le Three Star Club (en népalais : थ्रिस्टार क्लब) est un club népalais de football fondé en 1954 et basé dans la ville de Lalitpur (aussi appelée Patan).
Il compte cinq titres de champion du Népal à son palmarès.

## Palmarès
| Compétitions nationales |
| --- |
| - Championnat du Népal (5) : - Champion : 1996-97, 1997-98, 2004, 2012-13 et 2015. - Vice-champion : 2005-06, 2010 et 2013-14. |

## Personnalités du club

### Présidents du club
- Lalit Krishna Shresta

### Entraîneurs du club
- Pradeep Humagain

## Galerie

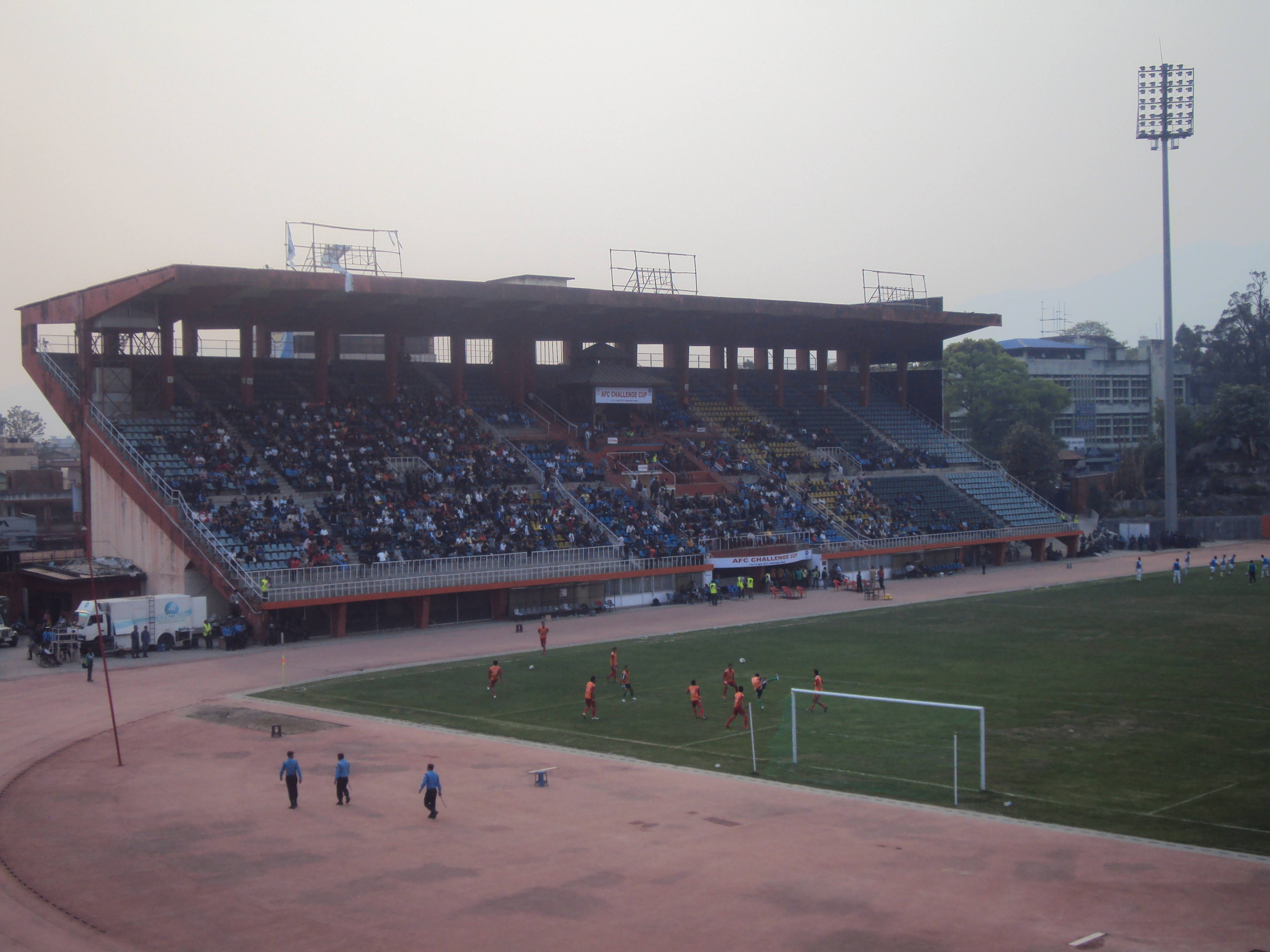
Le Stade Dasarath Rangasala, où le club joue ses matchs à domicile.
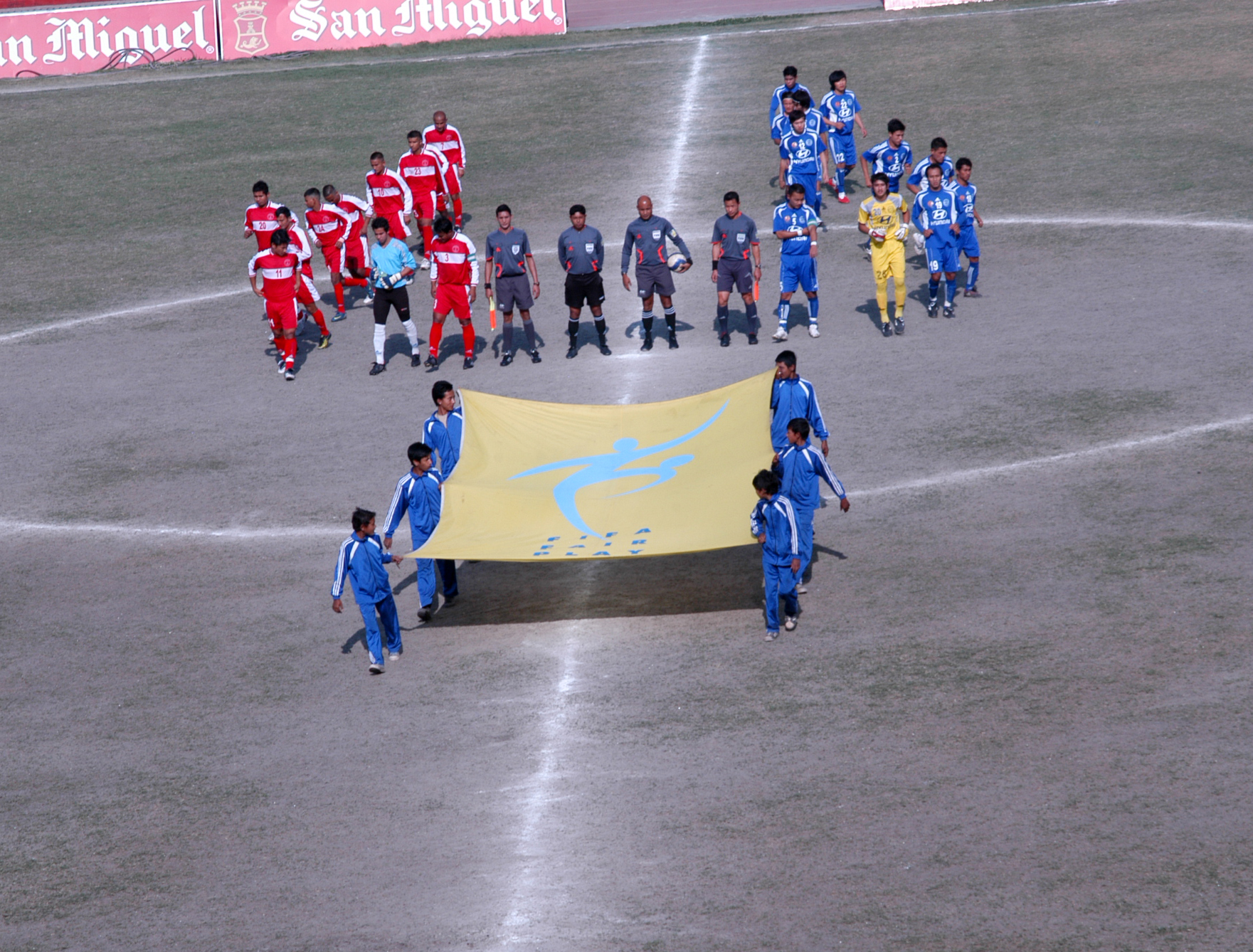
Le Three Star Club (en maillot bleu) lors d'un match contre le Nepal Police Club en 2010.